# Hybridpolymer
Hybridpolymere (Hybride: lat. „von zweierlei Herkunft“) sind polymere Werkstoffe, die Struktureinheiten verschiedener Materialklassen auf molekularer Ebene in sich vereinen.
Durch ihren Aufbau können Hybridpolymere völlig neuartigen Eigenschaftskombinationen aufweisen. Im Unterschied zu Verbundwerkstoffen (definierte Phasengrenzen, schwache Wechselwirkungen zwischen den Phasen) und Nanokompositen (Verwendung nanoskaliger Füllstoffe) sind die Struktureinheiten von Hybridpolymeren auf molekularer Ebene miteinander verknüpft. Dies gelingt durch chemische Verfahren wie z. B. den Sol-Gel-Prozess, mit dem anorganische Netzwerke aufgebaut werden können. Durch den Einsatz von organisch reaktiven Precursoren z. B. organisch modifizierten Metall-Alkoxiden können zusätzlich organische Oligomer/Polymerstrukturen erzeugt werden.
Diese Kombinationsmöglichkeiten erweitern den Anwendungsbereich der klassischen Verbundwerkstoffe und sind die Grundlage für die heute oft geforderte Multifunktionalität von Werkstoffen.
Die Fraunhofer-Gesellschaft führt diese Art von Stoffen unter dem Markennamen ORMOCER®e.